# Musa (ilchan)
Musa (zm. 1337) – władca z dynastii Ilchanidów, panujący w latach 1336-1337.
Był wnukiem Bajdu. Na tronie został zainstalowany z woli gubernatora Bagdadu 12 kwietnia 1336 roku. Jego władza została jednak zakwestionowana przez Dżalajirydów. Ich władca Hasan-e Bozorg (1335-1356) pokonał wojska Musy w dniu 24 lipca 1336. Ilchan został zabity. Jego następcą został Muhammad. 